# Tmarus taishanensis
Tmarus taishanensis es una especie de araña cangrejo del género Tmarus, familia Thomisidae.

## Distribución
Esta especie se encuentra en Rusia y China.